# One more time, One more chance
《One more time, One more chance》是1997年1月22日由寶麗多唱片發表的山崎將義（山崎まさよし）的第五張單曲。

## 概要
- 這是山崎第一次主演的電影《月亮與高麗菜（日语：月とキャベツ）》（筱原哲雄監督）的主題歌，成為山崎的初期代表曲子之一。
- 銷售額30萬張的作品，同年發行的專輯《Home（日语：HOME (山崎まさよしのアルバム)）》也收錄了此曲。
- 曲子是山崎從山口縣進京後的1993年寫成的，山崎當時居住的櫻木町（日语：桜木町 (横浜市)）在歌詞中登場。
- 曲子是一個人與戀人分離後，難過的slow ballad。
- 在第一次發表十年後的2007年，動畫電影《秒速5公分》採用本歌做為主題曲。這是由於動畫監督新海誠認為這首歌很符合電影劇情，這是一個樂曲作為不同電影的主題歌的特例。與2007年3月3日重新錄製的獨奏獨唱版本一起作為「One more time, One more chance『秒速5公分』Special Edition」，由環球音樂再發行。
- 香港歌手鄭中基曾於1999年翻唱此曲並從新填上粵語歌詞，收錄於其專輯《ONE MORE TIME》中。

## 收錄曲
原版
1. One more time, One more chance (5:29)
  - 作詞、作曲：山崎將義；編曲：森俊之
2. 妖精といた夏 (6:11)
  - 作詞・作曲・編曲：山崎將義
3. One more time, One more chance（卡拉OK版）(5:25)
  - 作詞、作曲：山崎將義；編曲：森俊之

秒速5公分Special Edition
1. One more time, One more chance (5:34)
  - 作詞、作曲：山崎將義；編曲：森俊之
2. 雪の駅 ～One more time, One more chance～（from「秒速5公分」 Sound track）(2:20)
  - 作詞、作曲；編曲：山崎將義
3. One more time, One more chance（獨奏獨唱版本）(5:30)
  - 作詞、作曲；編曲：山崎將義

## 翻唱
- 鄭中基於1999年改編為粵語版，歌名〈One more time〉，收錄於專輯《One more time》中
- 松本潤的翻唱版收錄在2002年發行的專輯《ALL or NOTHING》
- 島谷瞳的翻唱版收錄在2007年發行的專輯《男歌〜cover song collection〜》
- The JADE（日语：The JADE）的翻唱版收錄在2009年發行的專輯《手紙》
- BENI的翻唱版收錄在2012年發行的專輯《COVERS》
- 倖田來未的翻唱版收錄在2013年發行的專輯《Color the Cover》
- 中森明菜的翻唱版收錄在2016年發行的專輯《Belie》
- Little Glee Monster的翻唱版收錄在2017年發行的專輯《Joyful Monster》
- Uru的翻唱版收錄在2018年發行的專輯《remember》
- aiko
- 天野清繼（日语：天野清継）
- SOTTE BOSSE（日语：SOTTE BOSSE）
- 鶴野剛士
- 宮川愛（日语：宮川愛）

## 外部連結
- YouTube上的秒速5センチメートル One More Time, One More Chance
- 山崎まさよし 官方網站（页面存档备份，存于）（日語）